# Solanum quitoense
Solanum quitoense Lam., 1794 è una pianta sudamericana della famiglia delle Solanacee, coltivata per il suo frutto, il lulo, utilizzato dagli indigeni delle Ande per il suo succo ipervitaminico.

## Etimologia
Nella lingua quechua, una delle lingue indigene delle Ande, questo frutto viene chiamato lulum, da cui deriva la parola lulo in Colombia, nome utilizzato anche in italiano. Un altro termine con cui viene indicato nei Paesi di origine è naranjilla, che significa "piccola arancia".
Il nome scientifico della specie, quitoense, viene dalla città di Quito, capitale dell'Ecuador.

## Descrizione
Solanum quitoense è un cespuglio erbaceo alto fino a 3 m, spinoso nelle forme selvatiche, con foglie piuttosto grandi.
I frutti sono globosi od ovoidali, hanno un diametro di 4–6 cm, sono gialli o arancioni, coperti di fine peluria. La polpa è verde, acida, ricca di succo, con molti piccoli semi.

## Distribuzione e habitat
La specie è originaria dell'America centrale e della parte nord-occidentale del Sud America, dalla Costa Rica  fino al Perù, a quote comprese tra i 1500 e i 2800 m.
È coltivata in tutta l'America centrale e meridionale, particolarmente in Colombia e Ecuador.

## Usi
Il frutto è molto acido, per cui viene usato normalmente per la produzione di succhi, conserve alimentari ecc.